# Anthony Stodart, Baron Stodart of Leaston
James Anthony Stodart, Baron Stodart of Leaston PC (* 6. Juni 1916; † 31. Mai 2003) war ein schottischer Politiker der Conservative Party.

## Leben
James Stodart war der Sohn eines Obersts im indischen Sanitätsdienst.  Nach dem Tod seines Vaters übernahm er im Alter von erst 18 Jahren die Familienfarm in Kingston, North Berwick, East Lothian. Schließlich bewirtschaftete er eine Fläche von mehr als 3,2 km2 in Leaston nahe Humbie, East Lothian.
Obwohl er in seiner Jugend ein aktiver Tory war, zerstritt sich Stodart mit der Partei und schloss sich den Liberalen an, für die er 1950 im Wahlkreis Berwick and East Lothian für das House of Commons kandidierte. Im folgenden Jahr kehrte Stodart zu den Tories zurück und trat für diese nun, 1951, als Kandidat im Wahlkreis Midlothian and Peebles sowie 1955 im Wahlkreis Midlothian an.
Bei den Unterhauswahlen 1959 wurde er zum Abgeordneten für den Wahlkreis Edinburgh West gewählt. Diesen Sitz hielt er bis zu den Unterhauswahlen im Oktober 1974, als ihm ein Parteikollege der Tories, Lord James Douglas-Hamilton, nachfolgte.
Stodart diente 1963–1964 als Staatssekretär im Scottish Office unter dem britischen Premierminister Alec Douglas-Home sowie 1970–1974 im Landwirtschaftsministerium unter dem Regierungschef Edward Heath.
Nach seinem Ausscheiden aus dem Unterhaus war Stodart von 1975 bis 1987 Vorsitzender der Agriculture Credit Corporation und leitete 1980 eine Untersuchung in der schottischen Regionalregierung. 1981 wurde er zum
Life Peer mit dem Titel Baron Stodart of Leaston, of Humbie in East Lothian, ernannt.
Stodarts Gattin Hazel, mit der er keine Kinder hatte, starb 1995, er selbst 2003 im Alter von 86 Jahren.